# L'Année du chien
Pour les articles homonymes, voir Année du chien.
Pour plus de détails, voir Fiche technique et Distribution.
L'Année du chien (en russe : Год собаки, God sobaki) est un film dramatique russe réalisé par Semion Aranovitch en 1994.

## Fiche technique
- Titre : L'Année du chien
- Titre original : Год собаки (God sobaki)
- Réalisation : Semion Aranovitch
- Scénario : Semion Aranovitch, Albina Choulguina (ru), Vadim Mikhaïlov (ru), Zoïa Kudrïa (ru)
- Directeur de la photographie : Iouri Chaïgardanov (ru)
- Direction artistique : Marxen Gaukhman-Sverdlov (ru)
- Compositeur : Oleg Karavaïtchouk
- Son : Aliakper Gasan-Zade (ru)
- Production : Lenfilm, Sodaperaga
- Pays de production : Russie
- Format : 35 mm - Couleur
- Genre : drame
- Durée : 133 minutes
- Date de sortie : 1994

## Distribution
- Inna Tchourikova : Vera Morozova
- Igor Skliar (en) : Sergueï Kojine
- Aleksandr Feklistov (en) : Lobanov
- Era Ziganchina (en) : Raïssa Kojina
- Sergueï Bobrov (ru) : Kouzia
- Valentina Kovel (ru) : grand-mère de Sergueï
- Irina Polianskaïa (ru) : Mania
- Anastassia Melnikova (ru) : chanteuse
- Viktor Sukhorukov : vendeur de soutien-gorges
- Alexeï Nilov (en) : voisin de Vera
- Mikhaïl Dorofeev : Nikolaï Ivanovitch
- Guennadi Menchikov : Kolia
- Robert Vaab : Maxime, gardien du foyer d'étudiants